# Jonathan Swift
Jonathan Swift, född 30 november 1667 i Dublin, Irland, död 19 oktober 1745 i Dublin, var en irländsk-brittisk kyrkoman, författare och satiriker. Han brukar betraktas som en av världslitteraturens största satiriker.

## Biografi
Swift blev mycket tidigt faderlös, hans utbildning bekostades av en rik farbror och han tog examen vid Trinity College i Dublin 1685. Någon gång under slutet av revolutionen i Irland blev Swift klar med sina akademiska studier och flyttade till England, där fick han anställning som sekreterare till diplomaten William Temple i Moor Park, Surrey. År 1689 inledde han en vänskap med barnet Stella (Esther Johnson, 1681–1728) och han lärde henne att läsa och skriva. År 1690 tvingades Swift att lämna Temple och återvända till Irland på grund av hälsoproblem. Efter ett år gick han tillbaka i tjänst hos Temple men sjukdomen - nu känd som Ménières sjukdom - skulle fortsätta att plåga honom genom hela livet.
År 1694 återvände Swift till Irland, prästvigd av den engelska kyrkan, och erhöll pastoratet Kilroot nära Belfast. Där lärde han känna en kvinna vid namn Jane Waring, kallad Varina, och han bad henne vänta på honom tills han hade möjlighet att gifta sig med henne. Swift återvände sedan som sekreterare till Temple och förblev där fram till Temples död 1699, då han blev prebendeinnehavare i St. Patrick's Cathedral i Dublin. 
År 1704 utgav han Sagan om tunnan (A Tale of a Tub), där han angrep korruptionen inom religionen och undervisningsväsendet. 1710 blev han stridsskriftsförfattare för Torytidskriften The Examiner. Från 1713 var han domprost i St. Patrick's i Dublin. År 1726 utkom Gullivers resor, som är en satir över samtidens sociala förhållanden. Han skrev fräna pamfletter bland annat mot den brittiska irlandspolitiken, såsom Ett anspråkslöst förslag (A Modest Proposal) 1729, där han på ett satiriskt vis föreslog att fattiga irländare skulle sälja sina barn som mat.
Hans skrift Journal to Stella är en serie brev 1710–1723, där han berättar om sitt liv i London. Stella bosatte sig 1701 i Dublin på hans uppmaning att han ville ha henne nära sig. Han bröt sitt förhållande med Varina sedan hon hade föreslagit giftermål. År 1708 började han uppvakta Vanessa (Esther Vanhomrigh, 1690–1723), en kvinna från Dublin som i svartsjuka skrev till sin rival Stella 1723, och på så sätt förstördes hans förhållande till båda kvinnorna. Samma år dog Vanessa och hon lämnade efter sig en dikt som Swift tillägnat henne.
Stella förblev hans livs stora kärlek. Det ryktades att de ingått äktenskap i hemlighet men de bodde på var sitt håll och när de träffades fanns alltid en tredje part närvarande. Stella avled 1728 och natten efter hennes bortgång skrev Swift ett lovord över henne. Efter Swifts död återfanns i hans skrivbordslåda hennes hårlock, insvept i papper, där han hade skrivit "endast en kvinnas hår".
Från omkring 1738 började Swift mer och mer förlora förståndet. Redan i unga år hade han lidit av yrsel och besvär från öronen. I september 1742 drabbades han av ett slaganfall från vilket han aldrig tillfrisknade och senare dog av. Hans sista ord i livet sägs ha varit; "Jag dör som en förgiftad råtta i ett hål. Jag är vad jag är. Jag är vad jag skulle ha varit". Jonathan Swift begravdes vid sidan av Stella i St. Patrick's Cathedral i Dublin.

## Swift i kulturen
Jonathan Swift medverkar med bland annat Ett anspråkslöst förslag i surrealistpoeten André Bretons personligt hållna urvalsvolym med texter präglade av svart humor, Anthologie de l'humour noir (1940). 
I likhet med Voltaire har han även fått en krater uppkallad efter sig på marsmånen Deimos. De båda författarna förutspådde i sina böcker att Mars skulle ha just månar, innan dessa månar upptäcktes.

## Svenska översättningar
(Förkortade och bearbetade översättningar ej medtagna)
- Gulliver's travels
  - Capitain Lemuel Gullivers resor, till åtskillige långt bårt belägne land (översättning Olof Bidenius Renhorn, Stockholm, 1744-1745)
  - Gulliwers resor (översättning K. H. Vallberg, Palmaer & Ridderstad, 1840-1841)
  - Gulliver's resor uti aflägsna länder (översättning J. A. Kjellman Göranson, Stockholm, 1840-1841)
  - Gullivers resor till Lilliput och Brobdingnag (översättning Carl Rupert Nyblom, Fritze, 1876)
  - Gullivers resor till Lilliput och Brobdingnag (översättning Carl Fredrik Bagge, Hierta, 1889)
  - Gullivers resor till Lilliput och Brobdingnag (översättning Ernst Lundquist, Fahlcrantz, 1913)
  - Gullivers resor (översättning Anna Berg-Mortensen, Bonnier, 1917)
  - Gullivers resor (översättning A. P. Bergström (dvs. Adil Bergström), Holmquist, 1926)
  - Gullivers resor (översättning Per Kellberg (del 1) och Claës Gripenberg (del II-IV), Raben & Sjögren, 1965)
  - Gullivers resor (översättning Oscar Wellgren, Norden, 1968)
  - Resor till flera avlägset belägna länder i världen: i fyra delar av Lemuel Gulliver, förutvarande skeppsläkare sedermera kapten på olika fartyg (översättning Per Erik Wahlund, Tiden, 1975)
  - Gullivers resor (översättning Jakob Gunnarsson, Niloé, 1976)

- A discourse of the contests and dissensions between the nobles and the commons in Athens and Rome, with the consequences they had upon both those states
  - Afhandling om oenigheterne emellan adelen och folket uti republiquerne Athen och Rom, samt om de olyckeliga påfölgder desamma haft för berörde samhällen (anonym översättning, Stockholm, 1768)

Svenska samlingsvolymer och ej identifierade översättningar
- Ett bref til en nygift fru, i anledning af hennes ingångna giftermål (anonym översättning, Gefle, 1767)
- Isaac Bickerstaff svarar Mr. Sturdy ; Jungfruprovet ; Good manners ; En orolig ande ; Den politiska lögnen ; Fyra indianhövdingar (översättning Lisa Matthias och Egon Jonsson, Bibliofila klubben, 1949)
- Ett anspråkslöst förslag och andra smärre skrifter (urval och efterskrift av Gunnar Boklund, övers. av Bengt Anderberg, Natur och kultur, 1962)
- Råd till en ung poet och andra satirer (urval och efterskrift: Eric Fylkeson, övers. av Per-Olof Hagberg, Janus, 1985)
- Om konsten att samtala (översättning Christina Westman). I: Om konsten att samtala: essäer (Fabel, 1996) [Även bidrag av Oscar Wilde och Ralph Waldo Emerson]